# ЗАО «Морской торговый флот»
ЗАО «Морской торговый флот» (туркм. Deňiz söwda floty) — туркменская судоходная компания, принадлежащая государственной службе морского и речного транспорта Туркменистана. Управляет Туркменбашинским международным морским портом.
ЗАО «Морской торговый флот» имеет прямое морское сообщение только с другими прикаспийскими государствами (Иран, Казахстан, Россия и Азербайджан). Однако Волго-Донской канал обеспечивает морской выход в открытое море. Одним из основных направлений деятельности является транспортировка нефти и нефтепродуктов за рубеж собственными судами, а также выполнение международных рейсов с грузами, автомобилями и пассажирами.

## История
В 2010 году было создано Управление морского флота Туркменистана.
27 марта 2015 года Управление было преобразовано в Закрытое акционерное общество «Морской торговый флот» (туркм. Deňiz söwda floty).
В 2019 году ЗАО «Морской торговый флот» был присвоен статус «Национальный морской перевозчик».

## Акционеры
Акционерами ЗАО «Морской торговый флот» являются Государственная служба морского и речного транспорта Туркменистана (70% акций), Туркменбашинский международный морской порт (20%), Деряеллары (9%) и оператор мобильной связи «Алтын Асыр» (1%).

## Флот
Торговый флот компании состоит из 20 судов. Они предназначены для морской перевозки нефти и нефтепродуктов, грузоперевозок, перевозки автомобилей, перевозки пассажиров, а также различных видов сухогрузных перевозок. Основная база флота расположена в Туркменбашинском международном морском порту, который является крупнейшим на Каспийском море.